# Блок (дворянский род)
Бло́ки (мн. число, в единственном числе Блок) — русский дворянский род.

## История рода
Справка, выданная Мекленбургским архивом, сообщает следующее: в 1752 году в маленьком городке Демитц на Эльбе скончался фельдшер Людвиг Блок, женатый на дочери булочника Сусанне Катерине Зиль. У него были дети — Мария, София, Иоганн, Христиан, Иоганн, Катарина, Иоганна. Сын, Иоганн Фридрих (1735—1811), продвинулся дальше — изучал медицину в Ростокском и в Берлинском университетах. Именуясь уже (может быть, самовольно) «фон Блоком», на двадцать первом году жизни поступил на русскую службу и стал Иваном Леонтьевичем, в 1796 году, имея чин коллежского советника, был возведён в российское дворянство. В 1767 году женился на дочери штаб лекаря Катарине Виц (Екатерина Даниловна; 1750—1813). Получил за заслуги имение Удосолово в шестьсот душ, где впоследствии проживала семья Блоков-Веймарнов. Они, с одной стороны, были ближней роднёй семье поэта Блока, с другой — Пушкина (через Софью Абрамовну Ганнибал фон Роткирх).

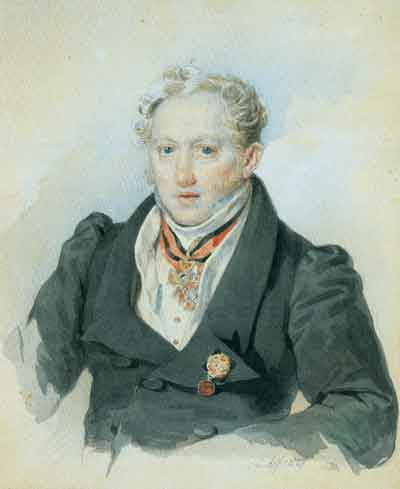
П. Ф. Соколов. Портрет А. И. Блока, 1829.
Бумага, акварель. Государственный литературный музей

Сын И. Л. Блока, Александр Иванович (1786—1848), женатый на Наталье Елизавете Петровне фон Геринг, заметно поднял и укрепил благосостояние рода. Он управлял Собственной Е. И. В. канцелярией при Николае I, достиг чина действительного тайного советника и гофмейстера.
Его сын Константин (1833—1897) — участник Хивинского похода 1873 года, командир лейб-гвардии Конного полка, почётный опекун, генерал-лейтенант. Был холост и детей не имел.
Другой сын — Лев Александрович (1823—1883). Окончив Училище правоведения, женился на красавице — Ариадне Александровне Черкасовой, дочери псковского губернатора А. Л. Черкасова. Дослужился также до высоких чинов, занимал должность вице-директора Таможенного департамента. Черты его красивого холодного лица, обрамленного благообразными бакенбардами, передались, через поколение, внуку-поэту. Люди, знавшие Александра Блока и имевшие случай увидеть изображение Льва Александровича в возрасте тридцати примерно лет, поражались удивительному фамильному сходству: «Вылитый дед».
Старшим сыном Льва Александровича был Александр Львович (1852—1909). Ещё студентом ушёл из дома, отказался от хорошо налаженного, сытого барского уклада, жил уроками, а впоследствии с какой-то одержимостью расшатывал и в конце концов совершенно разрушил свой быт. В автобиографии А. А. Блока об отце сказано: «Судьба его исполнена сложных противоречий, довольно необычна и мрачна». И ещё: «…во всем душевном и физическом облике его было что-то судорожное и страшное».
Другой сын Льва Александровича Иван Львович (ок. 1858—1906) — самарский губернатор, дядя поэта.
- Блок, Людвиг (1698, Швеция - 1752) - фельдшер. Отец - Христиан Блок. Мать - Мария Элизабет де Круа.   Жена - Сузанна Катарина Зиль.[1]
  - Блок, Христиан Людвиг (1732 - 1766) - в 1755 г. приехал с братом Иоганном Фридрихом в Россию. Коллежский асессор. Служил хирургом в адмиралтейском госпитале в Санкт-Петербурге. Член Медицинской коллегии.[1]
  - Блок, Иоганн Фридрих (Иван Леонтьевич) (1734/1735 - 1811) - в 1755 г. приехал с братом Христианом Людвигом в Россию. В 1791 г. внесён в III часть дворянской родословной книги Санкт-Петербургской губернии. В 1799 г. император Павел I пожаловал вместе с чином действительного статского советника имения в Гдовском и Ямбургском уездах (в т.ч. село Удосолово, Велькота).  Жена (1767) - Катарина (Екатерина) Даниловна Виц/Диц (1750 - 1813).[1][2]
    - Блок, Фридрих Людвиг (Фёдор Иванович) (1781 - 1814) - полковник, коллежский советник в Коллегии иностранных дел. Сражался под Аустерлицем в составе лейб-гвардии Гусарского полка. Унаследовал имение Удосолово и Велькота. Жена (1812) - Доротея Екатерина (Екатерина Мартыновна) фон Бучковская (ум. в 1854).[1][2]
      - Блок, Иоганн Эрнест Александр (Иван Фёдорович) (1815 - 1848) - поручик лейб-гвардии Кирасирского полка. Унаследовал имение Удосолово и Велькота (в т.ч. пустошь Марфицы). Жена (1846) - Надежда Александровна Веймарн (1825-1900) (троюродная сестра А.С. Пушкина).[1][2]
        - Блок, Александр Иванович (1847 - 1875) - первым в роде принял православие.[1][2]
        - Блок, Фёдор Иванович (1848 - после 1917) - статский советник. Унаследовал имение Удосолово, Велькота и Марфицы. Владелец бумажной фабрики в селе Неппово.[1] Жена - Ольга Дмитриевна Зиновьева (ум. в 1888) (сестра Л.Д. Зиновьевой-Аннибал).[1][2]
          - Блок, Инна Фёдоровна[2]
          - Блок, Ольга Фёдоровна[2]

    - Блок, Александр Иванович (1786/1787 - 1848) - тайный советник, гофмейстер. Николай I пожаловал имение в Ямбургском уезде (с деревнями Юрки, Поречье, Среднее Село, Андроновщина, Забелье, Пелеши, Сяглы, Большие Ветки) названное в честь отца Ивановским. Жена - Наталья Петровна фон Геринг (1797 - 1839).[1][2]
      - Блок, Иван Александрович (1814 - 1848) - штабс-капитан. Унаследовал имение Ивановское.[2]
        - Гирс, ур. Блок, Наталья Ивановна. Унаследовала имение Ивановское. Сын - Иван Александрович Таптыков. Первый муж - Александр Таптыков. Второй муж - Фёдор Карлович Гирс (1824 - 1891).[2]

      - Блок, Николай Александрович (Николай Теодор) (1822 - 1867). Унаследовал имение Кочнево в Псковской губернии.[1]
      - Блок, Лев Александрович (Лео Константин) (1823 - 1883) - юрист, камер-юнкер, вице-директор департамента таможенных сборов, тайный советник. Евангелическо-лютеранского вероисповедания. Унаследовал имение в селе Преображенское Гдовского уезда.[1][2] Жена - Ариадна Александровна Черкасова (1832 - 1900), православная.[1]
        - Блок, Александр Львович (1852 - 1909, Варшава) - юрист, действительный тайный советник.[1] Первая жена (1879) - Александра Андреевна Бекетова (1860 - 1923), дочь А.Н. Бекетова, переводчица и литератор.[1] Вторая жена - Мария Тимофеевна Беляева (1876 - 1922), сестра И.Т. Беляева.[1]
          - Блок, Александр Александрович (1880 - 1921) - поэт. Мать - Александра Андреевна Бекетова. Жена - Любовь Дмитриевна Менделеева (1881 - 1939), дочь Д.И. Менделеева.[1]
          - Блок, Ангелина Александровна (1892 - 1918). Мать - Мария Тимофеевна Беляева, дочь генерала Тимофея Михайловича Беляева.[1]

        - Блок, Пётр Львович (1854 - 1916) - служил в Министерстве финансов. Жена - Александра Николаевна Качалова (1856 - 1927), дочь Н.А. Качалова.[1]
          - Блок, Николай Петрович (1881 - 1903) - моряк. Погиб бездетный.[1]
          - Блок, Георгий Петрович (1888 - 1962) - юрист, литератор, переводчик. Первая жена - Ольга Константиновна Сталь (1892 - 1933).  Вторая жена - Елена Эрастовна Штерцер (1896 - 1992). Бездетен.[1]

        - Блок, Иван Львович (1858 - 1906) - государственный деятель, действительный статский советник (1904), гродненский губернатор (1905-1906), самарский губернатор (1906). Убит террористом.[1]
          - Блок, Иван Иванович (1893 - 1906).[1]
          - Блок, Лев Иванович (1897 - 1958).[1]

        - Качалова, ур. Блок, Ольга Львовна (1861 - 1900). Муж - Н.Н. Качалов старший.[1]

      - Блок, Константин Александрович (1833 - 1897) - генерал-лейтенант, командир лейб-гвардии Конного полка. Унаследовал имение Зимитицы и Хревицы.[1]

## Описание герба
В щите, имеющем красное поле, изображена шестиконечная золотая звезда; под ней означены на положенном горизонтально серебряном пне две диагонально перевившиеся змеи, держащие во ртах золотые ветви.
Щит увенчан обыкновенным дворянским шлемом, на котором возвышаются два чёрных орлиных крыла. Намёт на щите с правой стороны чёрный, а с левой красный, подложен серебром. Герб Блока внесен в Часть 1 Общего гербовника дворянских родов Всероссийской империи, стр. 144